# Vesjegonský rajón
Vesjegonský rajón (rusky Весьегонский район) je jeden z rajónů Tverské oblasti v Rusku. Jeho administrativním centrem je město Vesjegonsk. V roce 2010 zde žilo 13 540 obyvatel.

## Geografie
Rajón leží na severovýchodě Tverské oblasti. Hraničí s Jaroslavskou a Vologdskou oblastí. Jeho rozloha je 2047 km². Leží u Rybinské přehrady. Skládá se z osmi samosprávných obecních obvodů, z toho je jeden městský a sedm vesnických.
Sousední rajóny:
- severovýchod – Čerepovecký rajón (Vologdská oblast)
- východ – Brejtovský rajón (Jaroslavská oblast)
- jih – Krasnocholmský rajón
- jihozápad – Molokovský rajón
- západ – Sandovský rajón
- severozápad – Ustjuženský rajón (Vologdská oblast)